# Sybra plurilineata
Sybra plurilineata är en skalbaggsart som beskrevs av Stefan von Breuning 1942. Sybra plurilineata ingår i släktet Sybra och familjen långhorningar. Inga underarter finns listade i Catalogue of Life.